# Воздвиженка (Мелеузовский район)
Воздвиженка — упразднённая в 1968 году деревня Денисовского сельсовета Мелеузовского района Башкирской АССР (ныне Республики Башкортостан Российской Федерации).

## География
Находилось на юге республики, в пределах Прибельской увалисто-волнистой равнины, в истоках реки Мекатевли.

## Географическое положение
Расстояние, по данным 1952 года, до: 
- районного центра (Мелеуз): 15  км,
- центра сельсовета (Антоновка): 4 км,
- ближайшей ж/д станции (Мелеуз): 16 км.

## История
Упоминается Воздвиженка в переписи 1920 года  как украинская деревня Мелеузовской волости Стерлитамакского  кантона, в 18 верстах от Мелеуза.
Перепись 1939 года зафиксировала деревню в Шевченковском сельсовете Мелеузовского района.   
Согласно постановлению Президиума Верховного Совета БАССР № 6-3/110 от 15.07.1953 года Трясинский и Петропавловский сельсоветы были объединены в один Денисовский, куда и вошла Воздвиженка.
Упразднена Указом Президиума ВС БАССР от 31.10.1968 № 6-2/180 «Об исключении некоторых населенных пунктов из учётных данных по административно-территориальному делению БАССР». 

## Население
Согласно данным Всесоюзной переписи 1920 года в 32 дворах проживали 245 человек, из них 113 мужчин, 132 женщины.  Всесоюзная перепись 1939 года  зафиксировала 160 человек, из них 66 мужчин и 94 женщины; по Всесоюзной переписей 1959 года проживали  24 мужчины и 18 женщин, всего  42 человек. 